# Little Snoring
Little Snoring is een civil parish in het bestuurlijke gebied North Norfolk, in het Engelse graafschap Norfolk met 619 inwoners.

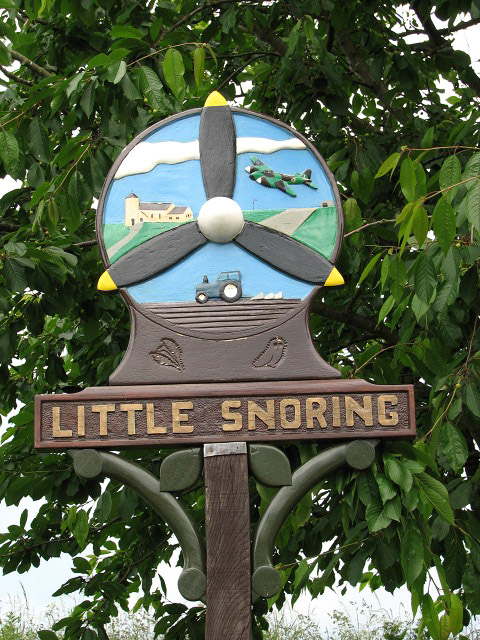